# 長野県道441号穂高松本塩尻自転車道線
長野県道441号穂高松本塩尻自転車道線（ながのけんどう441ごう ほたかまつもとしおじりじてんしゃどうせん）は、長野県安曇野市穂高の烏川の付近を起点とし、松本市を経由して塩尻市本山宿を終点とする自転車道。通称「あづみ野やまびこ大規模自転車道（あづみ野やまびこ自転車道）」。

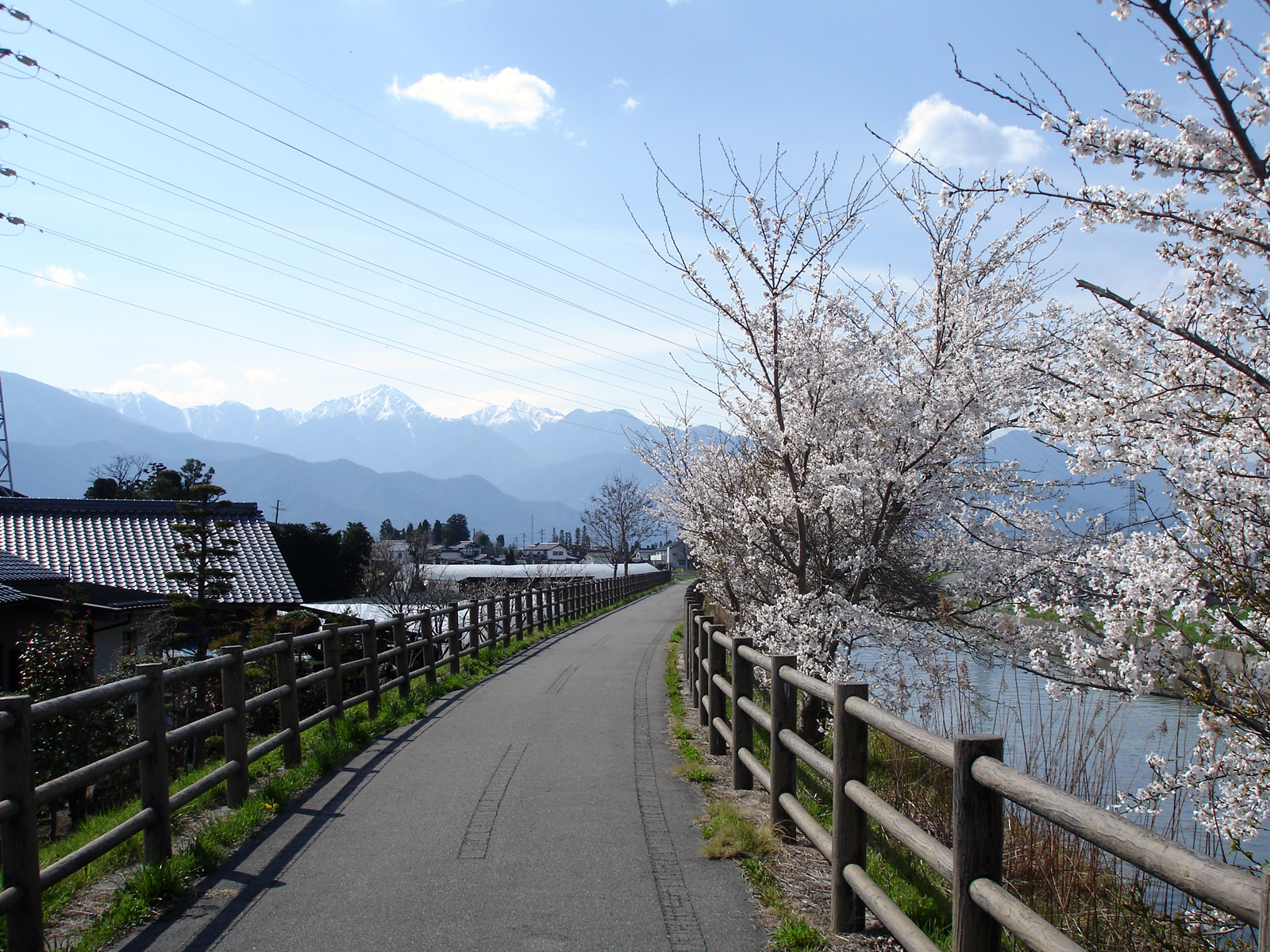
拾ヶ堰に並行する県道441号、安曇野市。

## 概要
安曇野市から松本市北部にかけては烏川と巨大用水路である拾ヶ堰（じっかせぎ）に沿って走る。また、国道147号高家バイパスが並行して建設されている。松本市から塩尻市にかけては奈良井川に沿う。
安曇野市区間はほぼ整備されているが、松本市区間は安曇野市境から神戸橋の間はほとんど整備されておらず、塩尻市においても郷原橋以南の整備がなされていないため松本市境から郷原橋までの2kmほどしか開通していない。
安曇野市の区間は拾ヶ堰の管理道路の一部を利用する形態になっているが、松本市の奈良井川沿いには車道として使われている堤防道路があり、堤防道路の外側へ建設をするため、用地買収に多大な時間と予算を費やして工事が進まなかったとされており平成14年以降は延伸工事がなされていない。塩尻市内では郷原橋で道が途絶えており終点の本山宿まで至っていない。一部、予定線上に家や畑がある場所は地主との交渉が成立せず、家々を避けるように建設されていたり途中で途切れたりする場所も少なくない。こうした経緯から拾ヶ堰を渡る箇所が複数存在している。また途中で途切れる箇所が複数存在し中途半端な道路となっている。他の道路との交差は基本的に平面となっている。逆に立体交差は少ない。烏川にかかる富田橋付近を通る県道とは平面交差であるが老朽化した富田橋の掛け替えが終わり次第立体交差が着工される見込みがある。自転車道と並行する管理道路は捨ヶ堰の下流（終点）で車では転換が面倒な形で途切れている。
2022年現在も未整備の開通がなされていないため県建設事務所は迂回を推奨している。
一部区間において安曇野市が独自のサイクリングコースに当自転車道を経路に設定している。

## 地理

### 通過する自治体
- 長野県
安曇野市 - 松本市 - 塩尻市

### 交差する道路
- 長野県道316号梓橋田沢停車場線
- 国道147号（千国街道）
- 長野県道321号中堀一日市場停車場線
- 安曇広域農道
- 長野県道57号安曇野インター堀金線
- 長野県道495号豊科大天井岳線
- 長野県道309号塚原穂高停車場線
- 長野県道432号柏原穂高線
- 長野県道308号小岩岳穂高停車場線

### 路線状況
- 安曇野市区間

安曇野市穂高を流れる穂高川と烏川が合流する国道147号の穂高橋付近に起点がある。ここから烏川と並行しはじめるが、すぐある国道147号とJR東日本の大糸線の下をくぐると急勾配があり登り切るとすぐ下り坂となるがすぐ上り坂となる。烏川沿いをしばらく走ると穂高自動車学校付近に差し掛かると烏川と分かれ拾ヶ堰沿いを走行し、拾ヶ堰の管理道路とも並行しはじめる。西原橋で拾ヶ堰の対岸に渡り左岸を通る。中道橋で途切れるが橋を渡ってすぐ自転車道がはじまる。田中中央橋付近で途切れるが田中中央橋と田中南橋の合体橋により拾ヶ堰の上を通る。田中南橋を過ぎると自転車道のみ拾ヶ堰の上を数メートル通り管理道路の右側から左側へ移る。神原橋で対岸に渡り境橋で再び対岸に渡って三叉路を通り過ぎるあたりから堀金地域に入る。下堀公園前を通過し下堀橋付近で拾ヶ堰を離れ大規模農免道路と並行し堀金交差点にて途切れる。以降は案内板の指示に従って走行となる。道の駅ほりがねの里を通り堀金中央公園東側から再び自転車道がはじまりこの公園を回り込むように通っていくが突き当たりで途切れ、南に少し走ると進行方向右側から再開する。この付近から再び拾ヶ堰と並行し堀金小学校付近通過、上堀橋付近をアンダーパスで大規模農免道をくぐり万水合流橋隣の木製橋を渡ると次の中村橋付近で途切れ、その後は拾ヶ堰沿いを東へ、十字路で対岸に渡り中堀公民館の裏から再び自転車道が現れる。中堀公民館から進行方向３つ目の丁字路付近から三郷地域に入りほぼ直線道が続く。その途中に拾ヶ堰挟む対岸にじてんしゃひろば休憩場所があり、そこは桜の木や芝桜などが植えられており観光シーズンにはある程度の観光客が訪れる。勘左衛門堰のサイフォンの横を通り過ぎると再び大糸線の下をくぐって進行方向右側の田畑4つ過ぎたところを流れる水路から豊科地域に入り、しばらくすると拾ヶ堰を渡り対岸へ渡り長野県道316号（元国道147号線）をアンダーパスでくぐったあと再び拾ヶ堰の対岸へ渡り下鳥羽じてんしゃ芝生広場を通過し安曇野市道（元県道316号）をアンダーパスでくぐったあと豊科南部総合公園の横を通り、その途中に詩のある広場休憩所がある。しばらく進むと国道147号（高家バイパス）と並行し長野自動車道をくぐり梓川サービスエリア（上り線）、あづみ野産業団地を通過する。拾ヶ堰から離れ突き当たりで国道147号の下を潜り突き当たりから再び拾ヶ堰と並行する。拾ヶ堰サイフォンの出口前の橋を渡ると拾ヶ堰から離れる。このあたりは松本市との境界線が梓川左岸地域へ入り組んでいるためカーブを曲がると松本市に入る。
なお安曇野市では市独自のサイクリングコースが設定されており、当自転車道の一部も含まれている。
- 松本市区間

あづみ野橋で梓川を渡るとラーラ松本を通り過ぎてサイフォンの入口付近から拾ヶ堰と国道147号に挟まれて並行するが平瀬川西付近で国道147号に突き当たって途切れる。ここより約5kmの未整備区間を経た両島橋付近から再び自転車道が現れ奈良井川沿いに左岸を走るが、月見橋の北で途切れて月見橋西交差点で再開するも島立橋付近で途切れ、鎖川橋で復活したのち下二子橋の南で途切れる。対岸を迂回するように案内看板が設置されている場所もある。二子橋の南で復活し奈良井川沿いをしばらく走ると神戸橋付近で自転車道は途切れる。ここから塩尻市との境まで約4kmの未整備区間となる。
松本市の未整備区間では並行道路などを迂回路として使用することになるが、下二子橋から二子橋まで対岸を迂回するように案内板が設置されている。交通量の多い県道48号と交差する笹賀橋付近では立体交差になっておらず上二子交差点へ迂回するように案内看板が設置されている。
- 塩尻市区間

松本市との境がある奈良井川堤防道路の入口はじまり、ここから奈良井川沿いを約2kmほど進んだところにある郷原橋で途切れ、
これ以降は本山宿まで未整備であり、2024年現時点でも郷原橋付近が事実上の終点である。